# Johana Viveros
Johana Viveros (Cali, Colombia) es una patinadora colombiana, triple medallista de oro en los XXIII Juegos Centroamericanos y del Caribe y campeona en el Campeonato de Patinaje de Holanda 2018.

## Biografía
Viveros comenzó en el patinaje a la edad de 10 años en el parque del barrio Alfonso Barberena en Cali. Patinaba en la escuela semillas y luego pasó al Club de Patinaje Luz Mery Tristán, donde recibió una beca para continuar entrenándose. Logró clasificar a los Juegos Panamericanos de 2015 en Toronto, Canadá, pero sufrió una fractura de codo durante la primera prueba. En el Campeonato de Patinaje de Holanda de 2018 ganó tres medallas de oro, dos de plata y una de bronce, siendo la deportista más galardonada del certamen y coronándose campeona junto a la selección nacional. Durante los XXIII Juegos Centroamericanos y del Caribe desarrollado en Barranquilla en 2018 logró alzarse con nuevamente con tres medallas de oro.